# День памяти жертв Кавказской войны

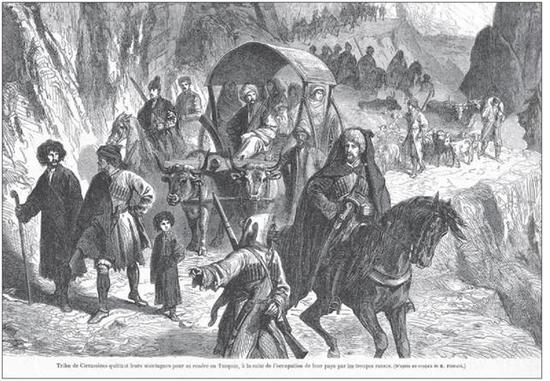
Племя черкесов покидает свои горы, направляясь в Османскую империю, в результате захвата их страны русскими войсками.
Рисунок художника Аурелия., Из книги Б. Едиджа «Черкесы-адыги в рисунках европейских художников XVII-XIX веков». Майкоп, 2009 год.

Де́нь па́мяти и ско́рби по же́ртвам Кавка́зской войны́ XIX ве́ка или Де́нь па́мяти жертв Кавка́зской войны́ (адыг. Шъыгъо-шӏэжъ маф, кабард.-черк. Щыгъуэ-щӏэж махуэ, абх. Амҳаџьырра амш, абаз. Хъмаштылра мшы) — ежегодно 21 мая отмечаемая адыго-абхазскими народами день памяти и скорби по жертвам в Кавказской войне. 
Выбор даты связан с тем, что 21 мая (2 июня) 1864 года генерал П. В. Граббе провёл военный парад в урочище Кбаада (Красная Поляна) в честь победы над горскими народами. Таким образом, закончилась кровопролитная Кавказская война, в результате которой Российская империя окончательно установила свой контроль над территорией Северного Кавказа.

## Предыстория
После подавления горских волнений, близкородственным народам (адыги, абазины, абхазы и убыхи) Западного Кавказа было предложено либо принять подданство России и покинув горы и побережья, переселиться в прикубанскую низину, под ведомством военной русской администрации, либо переселиться в единоверную Османскую империю. В результате большая часть оставшегося после войны черкесского населения, в ходе масштабного мухаджирства было депортировано из своего родного края. Так образовалась многочисленная черкесская диаспора в странах Передней Азии и на Балканах. А в результате скученности и поспешности в ходе депортации, а также плохой организованности в стране приёма (Османская империя), это привело к повышенной смертности среди мухаджиров.

## Современность
21 мая официально объявлен памятным и нерабочим днём в трёх республиках Российской Федерации, где черкесы являются одной из титульных наций (Адыгея, Кабардино-Балкария и Карачаево-Черкесия). В черкесских аулах Краснодарского края также отмечается этот день различными памятными мероприятиями. Правительством частично признанной республики Абхазия — 21 мая также официально объявлен государственным памятным днём скорби (до 2011 года в Абхазии она отмечалась 31 мая).
Памятный день также широко отмечается митингами и шествиями в странах с крупной черкесской диаспорой, таких как Турция, Германия, США, Иордания и других странах Ближнего Востока.
Российские федеральные власти в целом нейтрально относятся к тому, что местные власти республик и ряд национальных союзов («Адыгэ Хасэ» и другие) продолжают отмечать 21 мая как день памяти и скорби. В канун этой даты адыгские и абхазские национальные советы обсуждают различные проблемы своих народов.

## Галерея

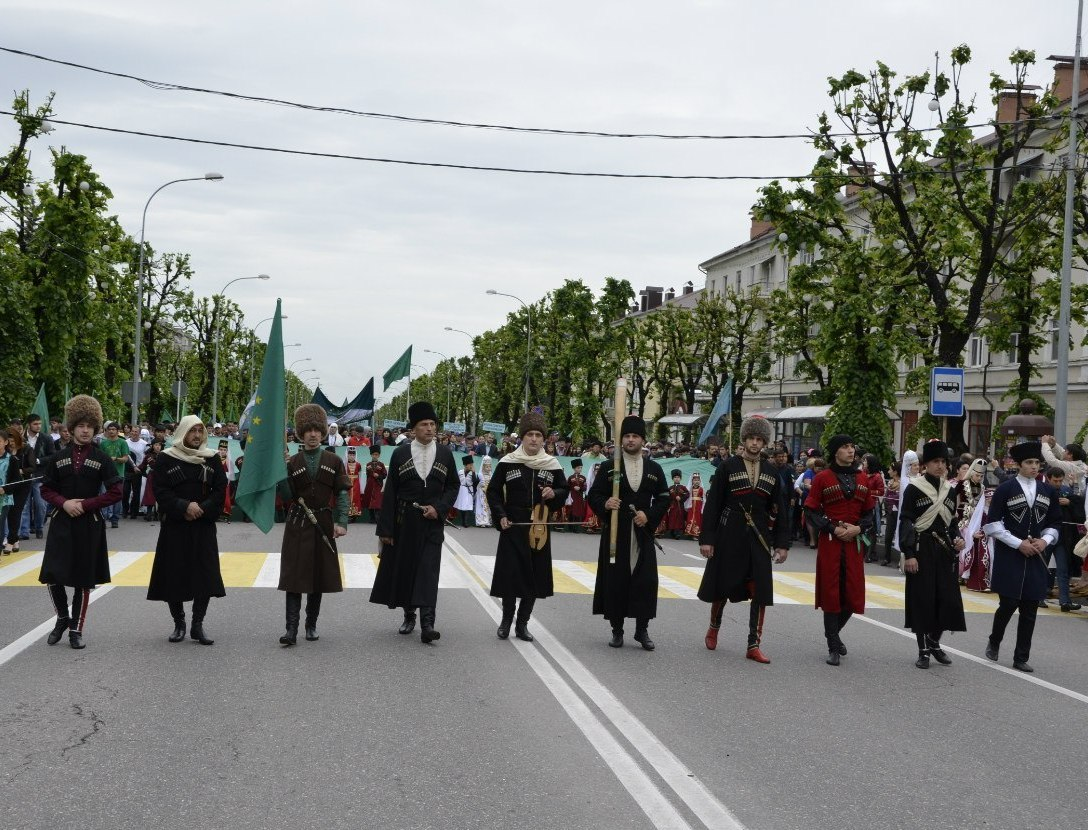
Памятное шествие в Нальчике
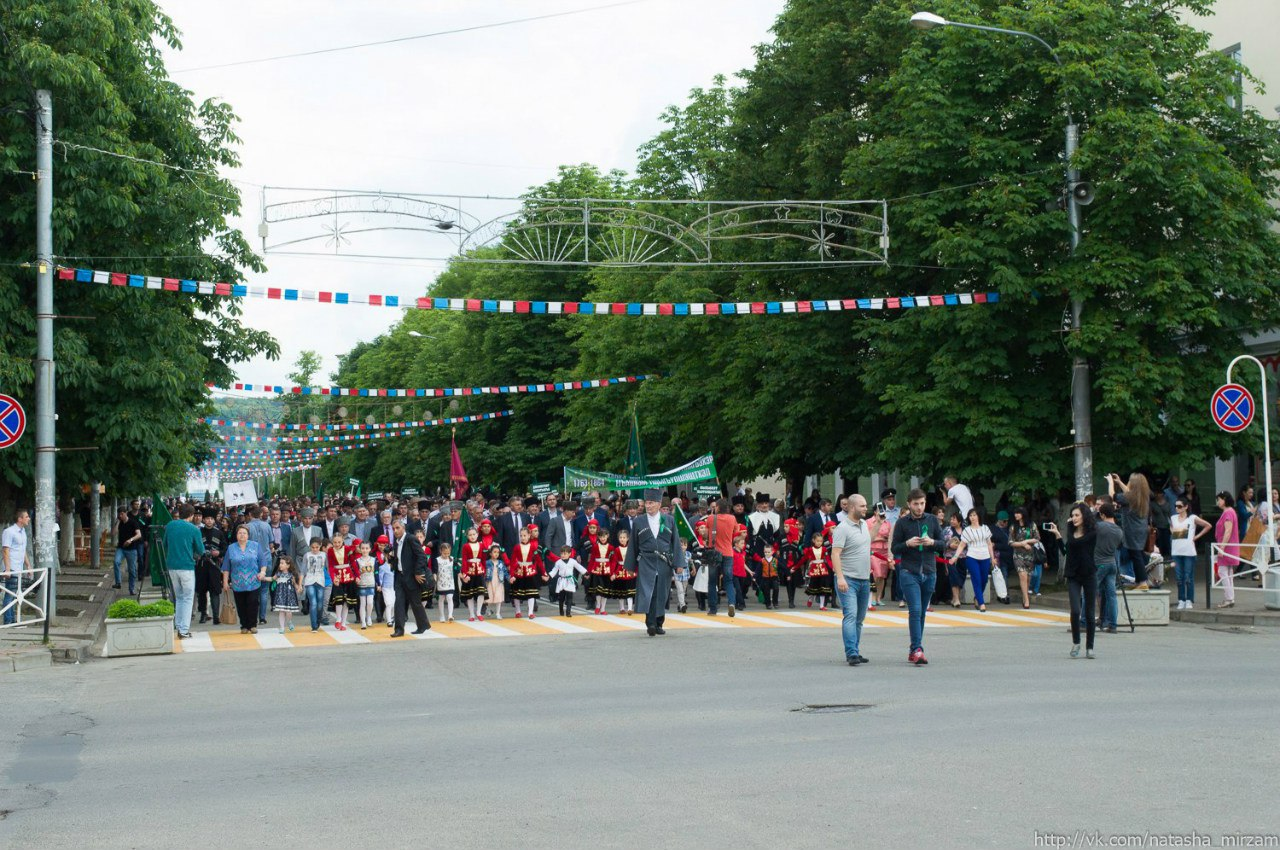
Памятное шествие в Майкопе
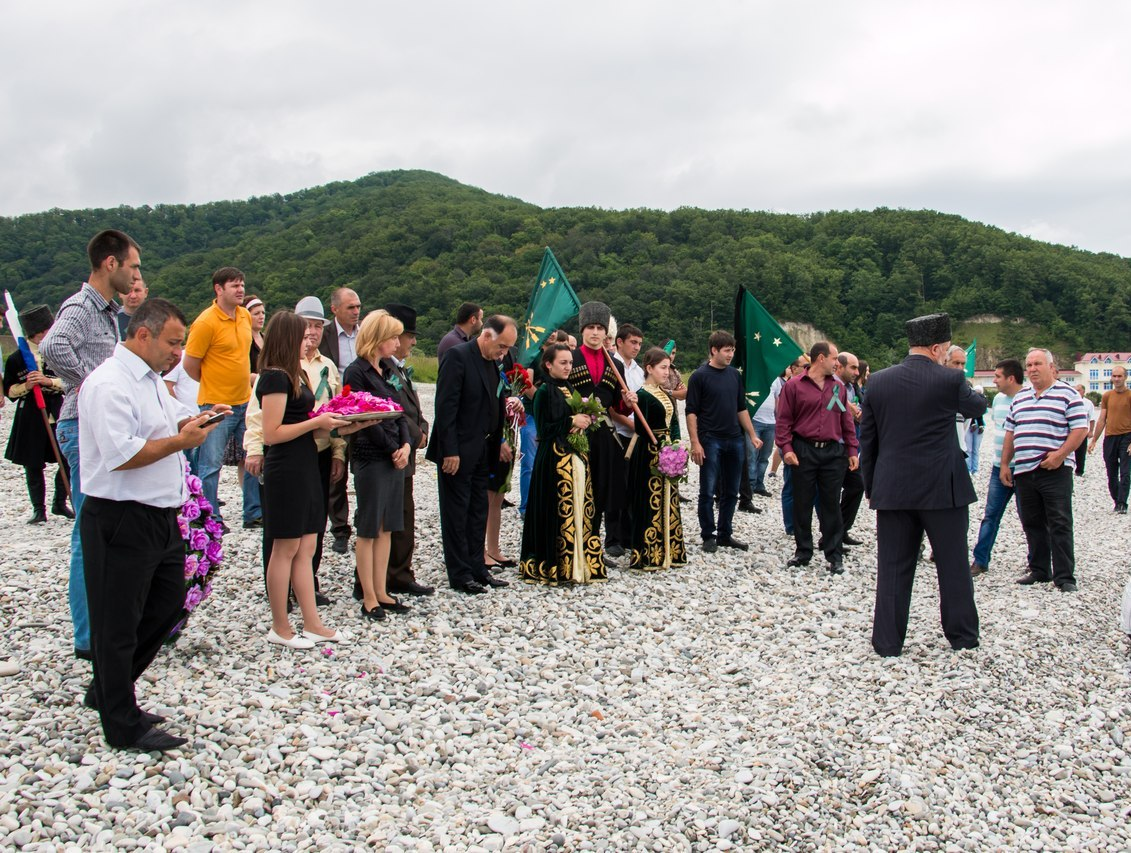
Митинг-реквием адыгов у черноморского побережья в Туапсинском районе
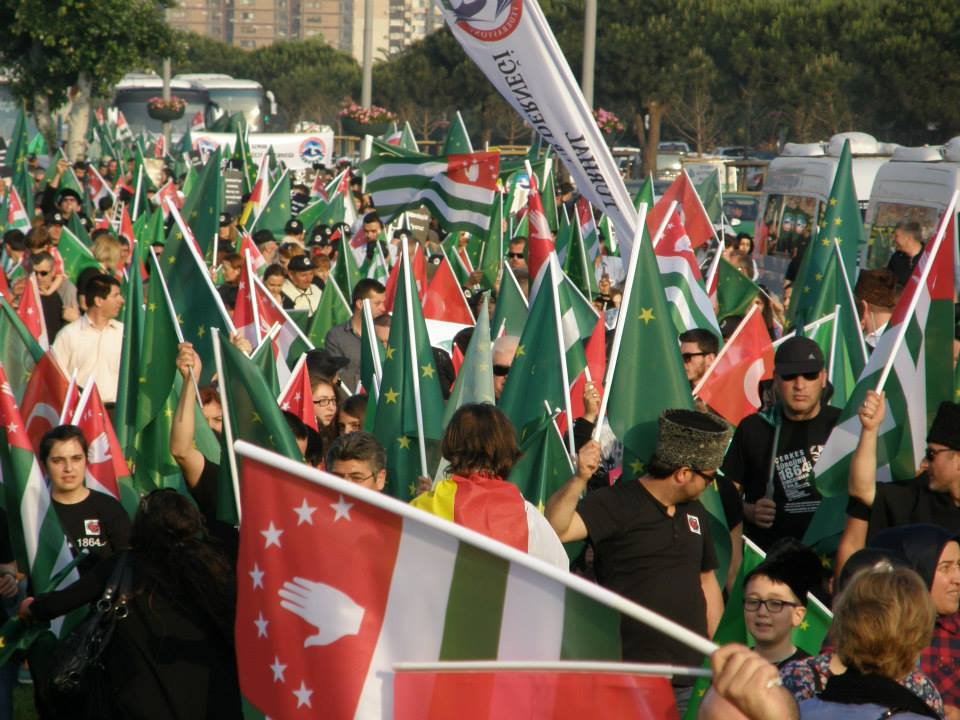
Памятное шествие диаспоры в Турции
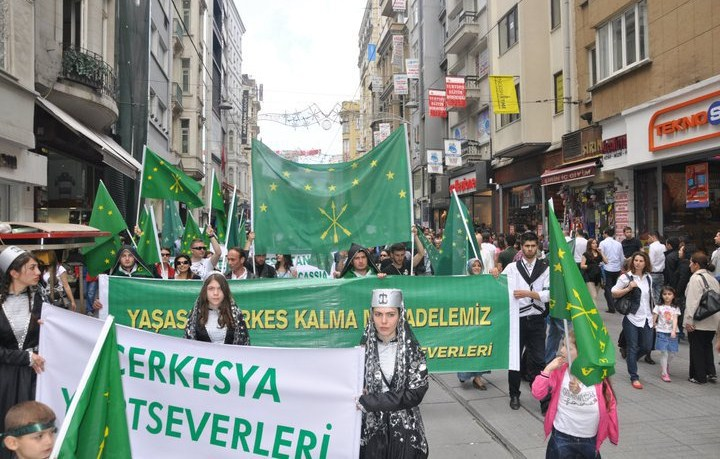
Памятное шествие на площади Таксим в Стамбуле
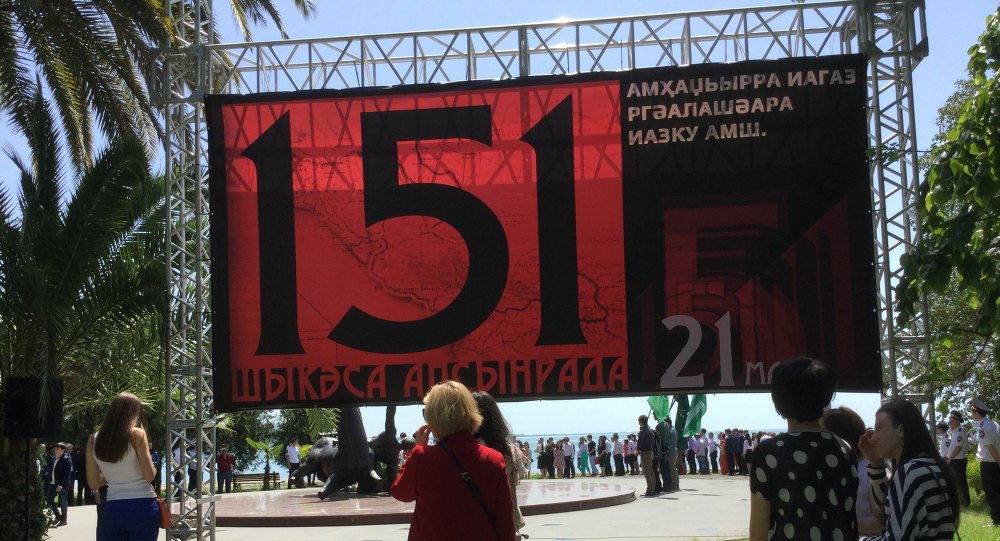
Стенд в Сухуме, посвящённый 151 годовщине
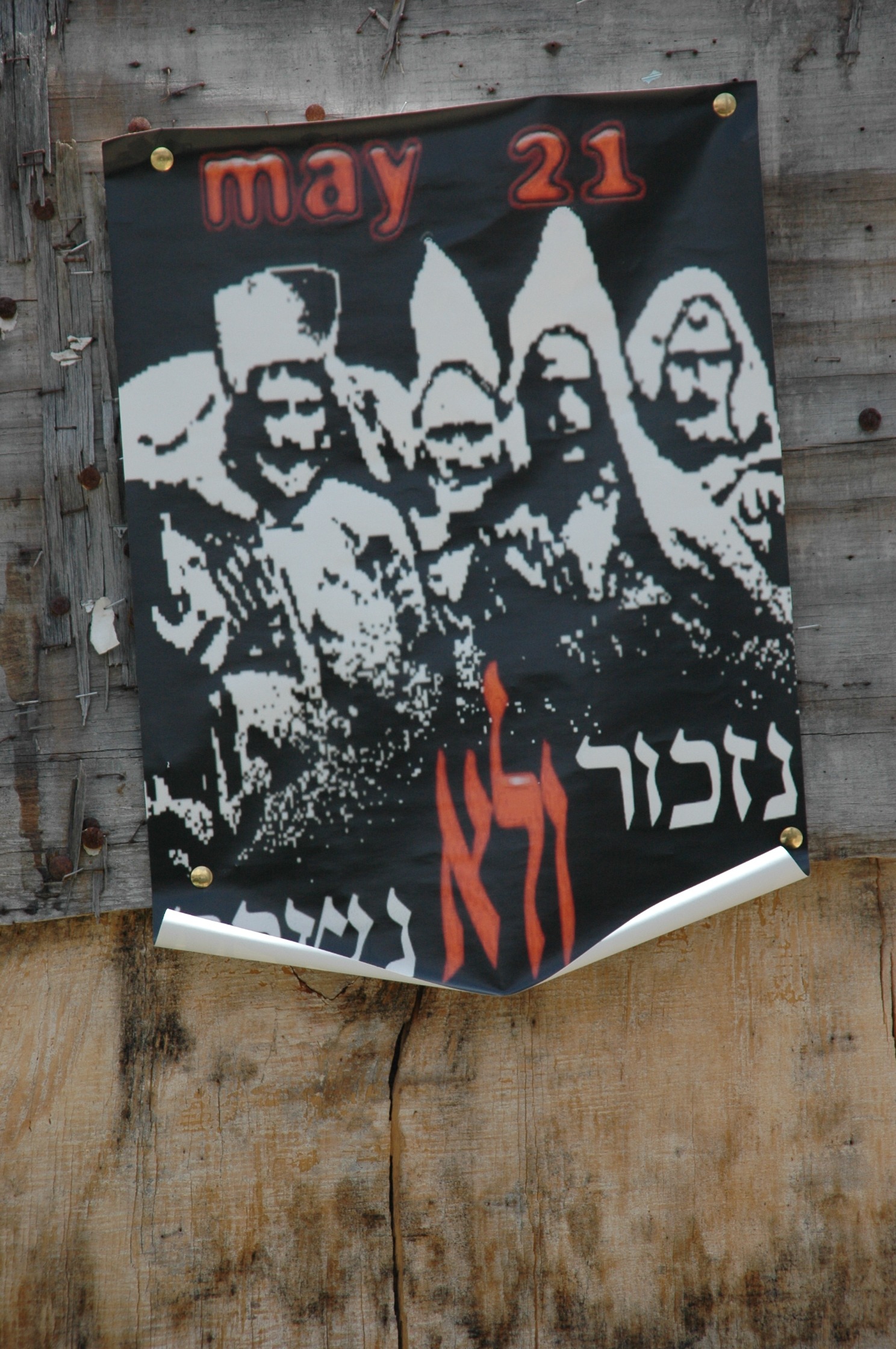
Настенная вывеска в Израиле, посвящённый дню памяти и скорби черкесов